# Elveszett nemzedék

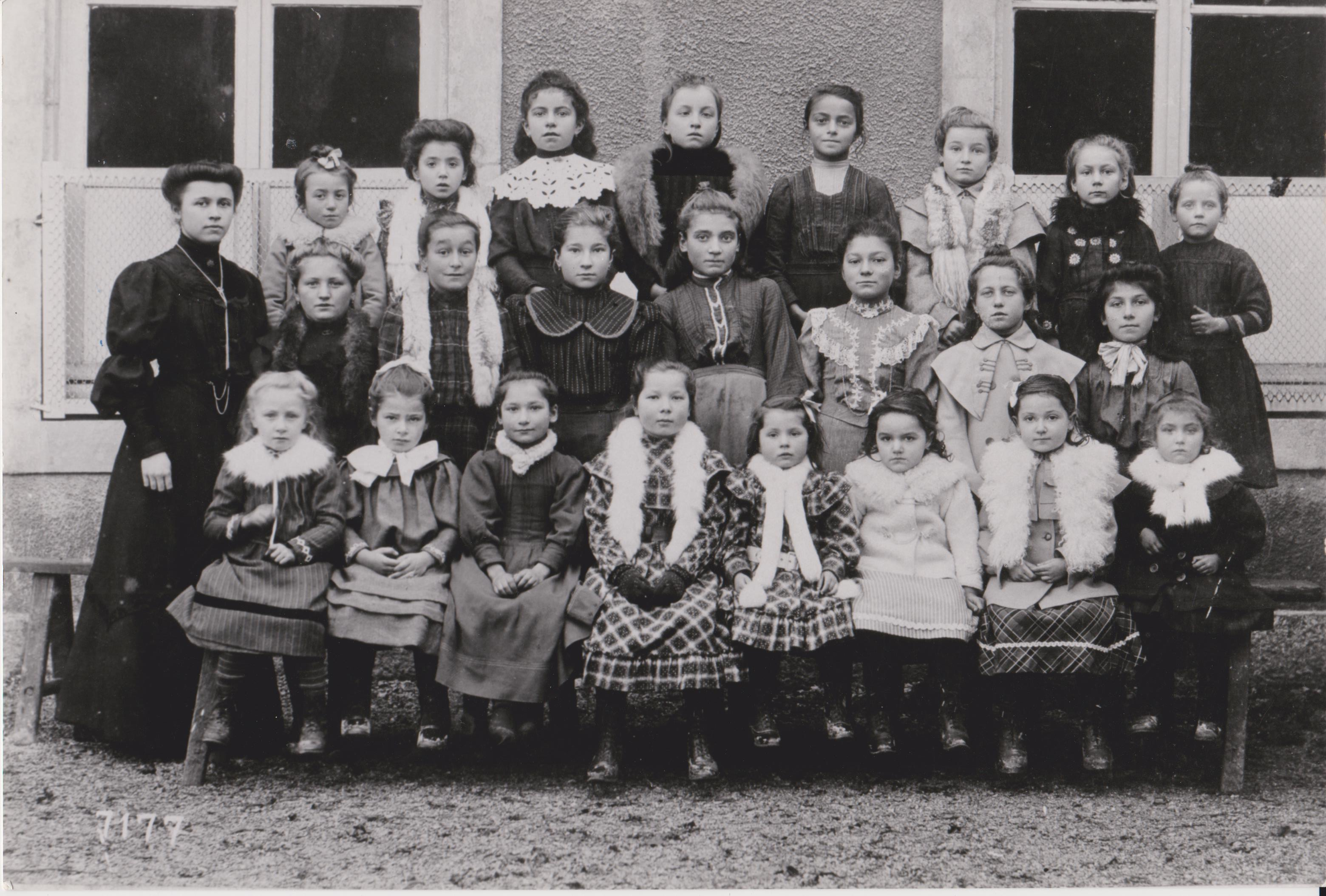

Az elveszett nemzedék a nyugati világ azon társadalmi nemzedéki kohorszát foglalja magában, amely az első világháború idején fiatal felnőttkorban volt. A nemzedéket általában az 1883 és 1900 között született, és/vagy az 1900-as, vagy az 1910-es években nagykorúvá vált emberek csoportjaként határozzák meg. A kifejezés a huszadik században alkotó amerikai írók egy csoportjára is utal, különösképp az 1920-as években Párizsban élő, emigráns amerikai írók egy csoportjára használják. Az elveszett nemzedékre jellemző a kiábrándultság, az amerikai álomból való ébredés és illúzióvesztés. Ez a cinikus csalódottság elsősorban az első világháborúban megtapasztalt szörnyűségekből táplálkozik – „elvesztette önmagát a háborúban, elveszett Amerika számára”, ahogy Sükösd Mihály fogalmaz –, habár a csoport íróinak nem szükségszerűen központi témája a háború. A kifejezés megalkotását Gertrude Steinnek tulajdonítják, melyet később Ernest Hemingway népszerűsített, aki 1926-os A nap is felkel című regényének epigráfjában használta: "Mindannyian egy elveszett nemzedék vagytok." Az "elveszett" ebben az összefüggésben a háborút túlélők közül sokak "eltévedt, kóborló, céltalan" szellemére utal a háború utáni korai időszakban. Az irányzat legprominensebb írói közé tartozott Ernest Hemingway, Scott Fitzgerald, Ezra Pound, John Dos Passos, Sherwood Anderson, Waldo Pierce, Sylvia Beach, T. S. Eliot és Gertrude Stein.
Az ipari forradalom következményeként az elveszett nemzedékhez tartozók olyan társadalmakban nőttek fel, amelyeket egyrészt minden korábbinál jobban áthatott a műveltség (írástudás), a fogyasztói szemlélet és a média elérhetősége, másrészt hajlamosak voltak szigorúan konzervatív társadalmi értékeket fenntartani. A korosztályba tartozó fiatal férfiakat tömegesen mozgósították az első világháborúban való részvételre - ezt a konfliktust gyakran korosztályuk életének meghatározó pillanatának tekintették. A fiatal nők is részt vettek a háborúban, amely hatással volt rájuk; az ezt követő időszakban nagyobb szabadságot kaptak politikailag és az élet más területein. Az elveszett nemzedék a spanyolnátha járványnak is nagymértékben kitett volt, valamint számos kulturális változás mozgatórugójává vált, különösen a nagyvárosokban a húszas években, amelyek a 'dübörgő húszas évek' - Magyarországon inkább dzsesszkorszak -  néven váltak ismertté.
Később, középkorúként megtapasztalták a Nagy Gazdasági Világválság gazdasági hatásait, és gyakran szemtanúi voltak, ahogy saját fiaik a második világháború harcterére vonulnak. A fejlett világban általában a konfliktust követő évtizedekben érték el a nyugdíjkorhatárt és a születéskor várható átlagos élettartamot, de néhányan jelentősen túlélték azt. Az utolsó ismert túlélő, aki a 19. században született, Nabi Tajima volt, aki 2018-ban halt meg. Ennek a generációnak a legtöbb tagja a Nagy Generáció és a Néma Generáció szülei.

### Terminológia
Az elsőként megnevezett generáció, az "elveszett nemzedék" kifejezést azokra a fiatalokra használják, akik az első világháború idején váltak nagykorúvá. Európában leginkább "1914-es generációként" ismerik őket, az első világháború kitörésének éve miatt. Franciaországban néha Génération du feu, azaz "(ágyú)tűz nemzedéknek" nevezték őket. Az Egyesült Királyságban a kifejezést eredetileg a háborúban elesettekre használták, és gyakran hallgatólagosan a felsőbb osztálybeli áldozatokra utalt, akikről úgy vélték, hogy aránytalanul nagy számban haltak meg, megfosztva az országot a jövő elitjétől. Sokan úgy érezték, hogy "a népek ifjúságának virágát és legjobb férfiasságát [kaszálták le]", például olyan neves áldozatok, mint Isaac Rosenberg, Rupert Brooke, Edward Thomas és Wilfred Owen költők, George Butterworth zeneszerző és Henry Moseley fizikus.